# Pacyfikacja Cechówki
Pacyfikacja Cechówki – zbrodnia wojenna popełniona przez niemiecki Wehrmacht we wsi Cechówka (ob. Miłosna – część miasta Sulejówek) podczas kampanii wrześniowej 1939 roku. 
Niemcy wkroczyli do Cechówki o poranku 15 września 1939 roku. Doszło wtedy do strzelaniny, w której zginęło kilku żołnierzy, w tym oficer. W odwecie wieś częściowo spalono. Z rąk żołnierzy Wehrmachtu zginęło co najmniej 58 osób. Wśród ofiar byli zarówno mieszkańcy Cechówki, jak i innych miejscowości.

## Przebieg wydarzeń
We wrześniu 1939 roku leżąca ponad 20 kilometrów na wschód od Warszawy Cechówka stosunkowo szybko odczuła skutki wojny. Wstrzymany został ruch na pobliskiej linii kolejowej, a do wsi wkrótce zaczęli napływać uchodźcy z bombardowanej stolicy oraz innych miejscowości. Kilku mieszkańców zginęło lub odniosło rany na skutek ataków Luftwaffe.
14 września żołnierze Wojska Polskiego wycofali się z okolic Cechówki. Następnego dnia o poranku do wsi wkroczyli żołnierze Wehrmachtu. Wkrótce wybuchła gwałtowna strzelanina. Według niektórych relacji pierwszy strzał oddała Stanisława Kazimierska – mieszkanka Cechówki, żona kapitana WP. Miała ona jakoby śmiertelnie postrzelić niemieckiego oficera o nazwisku Otto Klein. Istnieją także relacje mówiące, że opór stawili Niemcom pojedynczy polscy żołnierze i policjanci, którzy stracili kontakt ze swoimi oddziałami. Kilku niemieckich żołnierzy miało zostać zabitych.
Żołnierze Wehrmachtu zastrzelili Stanisławę Kazimierską i członków jej rodziny, a także zamordowali zamieszkującą w sąsiednim domu trzyosobową rodzinę Zielińskich. Następnie przystąpili do pacyfikacji Cechówki. Do domów wrzucano granaty i ładunki zapalające. Napotkanych mężczyzn rozstrzeliwano. W czasie pacyfikacji szczególnie ucierpieć mieli mieszkańcy ulic: Bema, Chopina, Głowackiego, Narutowicza, Przybyszewskiego i Tetmajera. Obok mieszkańców Cechówki ginęli mieszkańcy sąsiednich miejscowości, którzy znaleźli się tego dnia w Cechówce, a także uchodźcy z Warszawy i dalej położonych regionów.
W czasie gdy trwała pacyfikacja, w miejscowym kościele odbywała się msza, którą celebrował ks. proboszcz Zdzisław Leichte. Niemieckie kule wybiły kilka szyb w oknach. Proboszcz nie przerwał jednak sprawowania liturgii i dzięki swej postawie zapobiegł wybuchowi paniki wśród wiernych.
Tego samego dnia Niemcy spacyfikowali także sąsiednią Długą Szlachecką. Rozstrzelali 42 osoby, w tym co najmniej jedno dziecko. Spalili ponadto 16 budynków.

## Ofiary
Rejestr miejsc i faktów zbrodni popełnionych przez okupanta hitlerowskiego na ziemiach polskich w latach 1939–1945 podaje, że 15 września 1939 roku zamordowano w Cechówce 58 zidentyfikowanych z nazwiska osób. Według Andrzeja Tomaszewskiego śmierć poniosło 43 zidentyfikowanych z nazwiska mieszkańców Cechówki, a także 36 osób pochodzących z innych miejscowości. Irmina Matyjasek-Jałowiecka jest z kolei skłonna szacować liczbę ofiar nawet na około 100. Starsze publikacje wymieniały natomiast 16 nazwisk – „mieszkańców dawnych osad Cechówka i Zorza”.
Część zwłok spłonęła w podpalonych zabudowaniach. Pozostałe pogrzebano na miejscowym cmentarzu.